# Liste der Baudenkmale in Ahlem-Badenstedt-Davenstedt
Die Liste der Baudenkmale in Ahlem-Badenstedt-Davenstedt enthält die Baudenkmale der hannoverschen Stadtteile Ahlem, Badenstedt und Davenstedt. Die Einträge in dieser Liste basieren überwiegend auf einer Liste des Amtes für Denkmalschutz aus dem Jahr 1985 und sind entsprechend ihrer Aktualität im Einzelfall zu überprüfen.

## Ahlem
| Lage                                                                            | Bezeichnung                                                                              | Beschreibung                                                                         | ID       | Bild           |
| ------------------------------------------------------------------------------- | ---------------------------------------------------------------------------------------- | ------------------------------------------------------------------------------------ | -------- | -------------- |
| Heisterbergallee 10 (ehem.: Harenberger Straße 130) 52° 22′ 40″ N, 9° 40′ 21″ O | Direktionsgebäude der ehemaligen Israelitischen Gartenbauschule Ahlem                    | Gegründet auf Initiative von Alexander Moritz Simon, eröffnet 1893.                  | 30758114 |                |
| Krugstraße 9E 52° 23′ 8″ N, 9° 39′ 48″ O                                        | Wohn- und Wirtschaftsgebäude                                                             | [ 1 ]                                                                                | 30758136 |                |
| Krugstraße 10A 52° 23′ 9″ N, 9° 39′ 56″ O                                       | Wohnhaus einer Hofanlage                                                                 | [ 1 ]                                                                                | 30758156 |                |
| Yvette-Amiot-Weg 3, ehem. Krugstraße 16 52° 23′ 10″ N, 9° 39′ 49″ O             | Landhaus "Flebbe-Villa"                                                                  | [ 1 ]                                                                                | 30758178 |                |
| Krugstraße 17 52° 23′ 10″ N, 9° 39′ 44″ O                                       | Schule                                                                                   |                                                                                      | 30758334 |                |
| Krugstraße 21 52° 23′ 11″ N, 9° 39′ 43″ O                                       | Wohn-/Wirtschaftsgebäude                                                                 |                                                                                      | 30758369 |                |
| Mönckebergallee 52° 23′ 5″ N, 9° 39′ 7″ O                                       | Stadtfriedhof Ahlem                                                                      | Als Ensemble                                                                         | 30758074 | Weitere Bilder |
| Wunstorfer Landstraße 5 52° 22′ 51″ N, 9° 40′ 24″ O                             | Mädchenhaus der ehemaligen Israelitischen Gartenbauschule Ahlem                          | Gegründet auf Initiative von Alexander Moritz Simon, eröffnet 1893.                  | 30758199 |                |
| Wunstofer Landstraße 47 52° 23′ 2″ N, 9° 39′ 54″ O                              | Fachwerk-Wohn- und Wirtschaftsgebäude                                                    | Als Restaurant "Lukullus" genutzt.                                                   | 30758222 | Weitere Bilder |
| Ziegelstraße 52° 23′ 24″ N, 9° 39′ 57″ O                                        | Straßenbrücke über den Stichkanal Hannover-Linden                                        | [ 1 ]                                                                                | 30758242 | Weitere Bilder |
| 52° 23′ 26″ N, 9° 39′ 41″ O                                                     | Eisenbahnbrücke über den Stichkanal Hannover-Linden (DB-Strecke 1704) (östliche Brücke)  | [ 1 ]                                                                                | 30758295 | Weitere Bilder |
| 52° 23′ 27″ N, 9° 39′ 35″ O                                                     | Eisenbahnbrücke über den Stichkanal Hannover-Linden (DB-Strecke 1750) (westliche Brücke) | [ 1 ]                                                                                | 30758269 | Weitere Bilder |
| Am Ahlemer Turm 3 52° 23′ 0″ N, 9° 39′ 27″ O                                    | Ehemalige Ausflugsgaststätte Ahlemer Turm                                                | Errichtet 1897 im Heimatstil nach Plänen von Alfred Sasse. Geschützt nach § 2 NDSchG | 30758095 | Weitere Bilder |
| Wunstorfer Landstraße 73 52° 23′ 7″ N, 9° 39′ 25″ O                             | Kalkbrennofen                                                                            |                                                                                      | 30758414 | Weitere Bilder |

## Badenstedt
| Lage                                                                                                  | Bezeichnung                                          | Beschreibung | ID       | Bild           |
| --- | ---------------------------------------------------- | --- | -------- | -------------- |
| Gabelung Burgundische Straße/Empelder Straße 52° 21′ 9″ N, 9° 40′ 9″ O                                | Tankstelle                                           | Typ 3 der standardisierten Tankstellen der Firma Caltex, erbaut 1957. | 30759171 | Weitere Bilder |
| Badenstedter Straße 193, 195, 197, 199, 201, 203, 205, 207, 209, 211, 213 52° 21′ 22″ N, 9° 40′ 25″ O |                                                      | Im Ensemble "Wohnhäuser Badenstedter Straße", ID 30593365. | 30593365 |                |
| Grünaustraße 7, 7a, 7b, 7c, 9, 9b, 9c, 13, 15/15a, 17, 19 52° 21′ 26″ N, 9° 40′ 20″ O                 |                                                      | Im Ensemble "Wohnhäuser und Schule Grünaustraße", ID 30593375. | 30593375 |                |
| Im Born 19 52° 21′ 28″ N, 9° 39′ 46″ O                                                                | Stadtfriedhof Badenstedt mit Grabmälern              | Im Ensemble. | 30593385 | Weitere Bilder |
| Im Born 19 52° 21′ 28″ N, 9° 39′ 46″ O                                                                | Wandrelief "Posaunenengel"                           | Auch "Engel des Jüngsten Gerichtes". Im Ensemble. | 30759296 |                |
| Riechersstraße 22 52° 21′ 16″ N, 9° 40′ 1″ O                                                          | Hofanlage                                            | Im Ensemble. | 30758986 | Weitere Bilder |
| Badenstedter Straße/Plantagenstraße 52° 21′ 19″ N, 9° 40′ 12″ O                                       | Denkmal an den Deutsch-Französischen Krieg 1870–1871 | Inschrift: „Zur Erinnerung an die Friedensfeier im Jahre 1871 und dem Andenken der an den Feldzug 1870 und 1871 betheiligten Krieger Badenstedts in Dankbarkeit gewidmet von Gemeinde Mitgliedern.“ | 30759012 | Weitere Bilder |
| Badenstedter Straße 194 52° 21′ 23″ N, 9° 40′ 25″ O                                                   | Wohn- und Geschäftshaus                              | [ 1 ] | 30759031 |                |
| Badenstedter Straße 196 52° 21′ 22″ N, 9° 40′ 23″ O                                                   | Wohnhaus                                             | [ 1 ] | 30759051 |                |
| Eichenfeldstraße 10 52° 21′ 15″ N, 9° 40′ 17″ O                                                       | Paul-Gerhardt-Kirche mit Friedhof und Grabmälern     | [ 1 ] | 30759071 | Weitere Bilder |
| Empelder Straße 1 52° 21′ 17″ N, 9° 40′ 11″ O                                                         | Wohnhaus                                             | [ 1 ] | 30759112 | Weitere Bilder |
| Kapellenweg 5 52° 21′ 15″ N, 9° 40′ 9″ O                                                              | Alte Schule                                          | [ 1 ] | 30759131 |                |
| Kapellenweg 8 52° 21′ 13″ N, 9° 40′ 9″ O                                                              | Nebengebäude der alten Schule                        | [ 1 ] | 30759150 | Weitere Bilder |
| Körtingsdorf 1/Ecke Körtingsdorfer Weg 52° 21′ 28″ N, 9° 41′ 12″ O                                    | Seniorenzentrum Körtingsdorf (AWO-Altenheim)         | Erbaut 1958–1959 nach Plänen von Friedrich Lindau, denkmalgeschützt seit 1990. Im Denkmalviewer derzeit (März 2025) fälschlich in den Stadtteil Bornum einsortiert.                                 | 30759367 | Weitere Bilder |
| Woermannstraße 13 52° 21′ 25″ N, 9° 40′ 15″ O                                                         | Bunker                                               | Hochbunker der Baureihe H I 2, errichtet 1942 | 42789682 | Weitere Bilder |

## Davenstedt

### Gruppe: Altes Dorf
Die Gruppe „Altes Dorf“ hat die ID 30593355.

| Lage                                      | Bezeichnung                                  | Beschreibung                           | ID       | Bild           |
| ----------------------------------------- | -------------------------------------------- | -------------------------------------- | -------- | -------------- |
| Altes Dorf 4 52° 21′ 56″ N, 9° 40′ 22″ O  |                                              | Im Ensemble "Altes Dorf" (ID=30593355) | 30763960 | Weitere Bilder |
| Altes Dorf 7 52° 21′ 57″ N, 9° 40′ 20″ O  |                                              | Im Ensemble "Altes Dorf" (ID=30593355) | 30763982 | Weitere Bilder |
| Altes Dorf 12 52° 21′ 59″ N, 9° 40′ 19″ O | Wohn- und Wirtschaftsgebäude mit Einfriedung | Im Ensemble "Altes Dorf" (ID=30593355) | 30764025 | Weitere Bilder |
| Altes Dorf 17 52° 21′ 57″ N, 9° 40′ 17″ O |                                              | Im Ensemble "Altes Dorf" (ID=30593355) | 30764003 | Weitere Bilder |
| Altes Dorf 27 52° 21′ 58″ N, 9° 40′ 15″ O | Fachwerkkapelle St. Johannis                 | Im Ensemble "Altes Dorf" (ID=30593355) | 30764047 | Weitere Bilder |

### Einzeldenkmale
| Lage                                                | Bezeichnung                  | Beschreibung | ID       | Bild           |
| --------------------------------------------------- | ---------------------------- | ------------ | -------- | -------------- |
| Davenstedter Straße 218 52° 21′ 55″ N, 9° 40′ 13″ O | Wohn- und Wirtschaftsgebäude | [ 1 ]        | 30764067 | Weitere Bilder |
| In der Steinbreite 38 52° 22′ 32″ N, 9° 40′ 23″ O   | Wohn- und Geschäftshaus      | [ 1 ]        | 30764088 | Weitere Bilder |